# 梅冈蒂克湖
梅冈蒂克湖（法語：Lac Mégantic，法語發音：[lak meɡɑ̃tik]）是位於加拿大魁北克的一個湖泊，靠近加拿大與美國的邊界。該湖位於绍迪耶尔河（Chaudière）上游區域。梅冈蒂克湖的面積為26.4平方公里。